# Galgewater

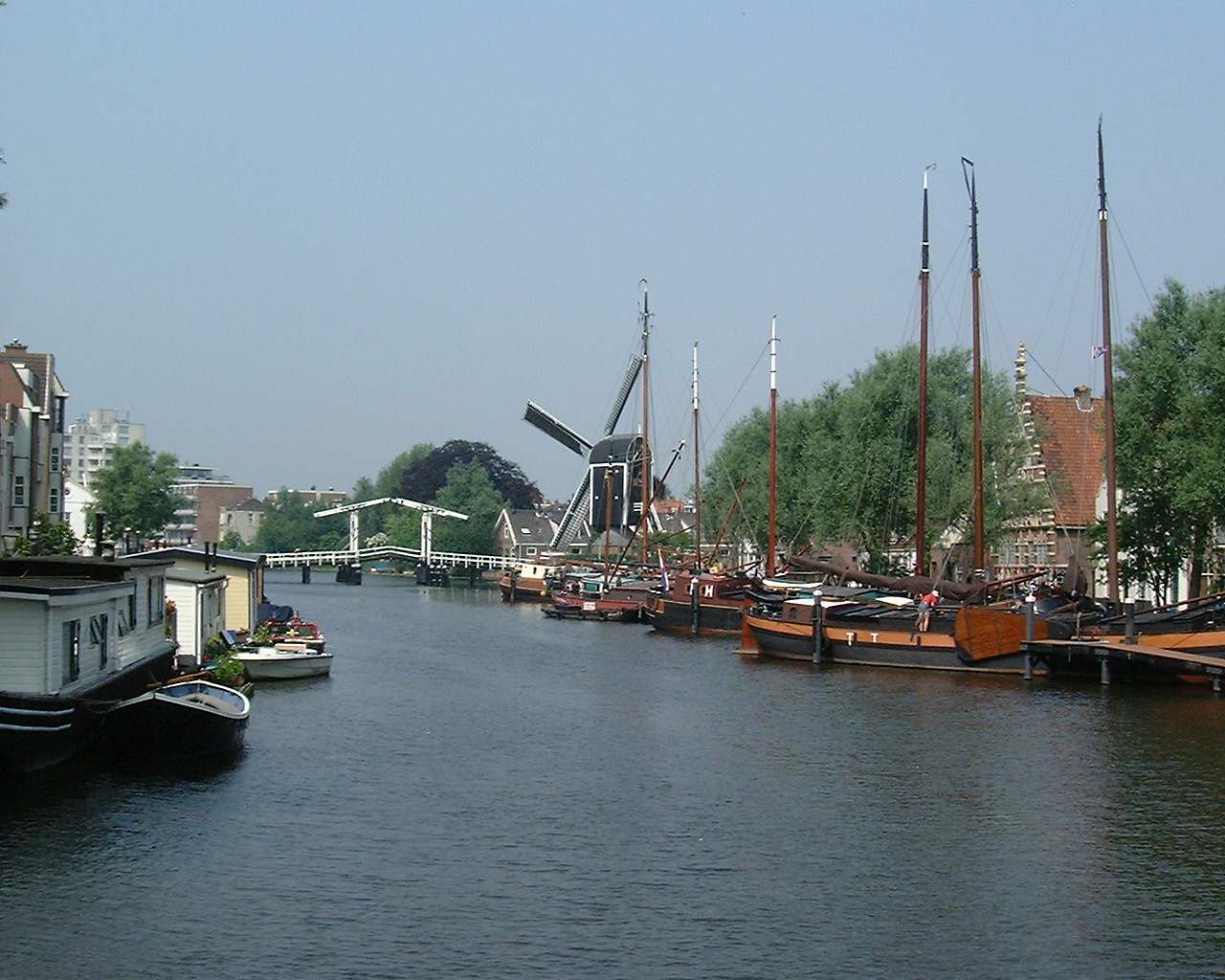
Het Galgewater vanaf de Bostelbrug met de historische haven, molen De Put en de Rembrandtbrug

Het Galgewater in de Nederlandse stad Leiden is zowel de naam van een water als van een straat. De naam is ontleend aan de galgen die vroeger langs dit water stonden. 
De waterloop Galgewater is een gedeelte van de Oude Rijn. De naam heeft betrekking op het gedeelte vanaf de Bostelbrug bij de Prinsessekade en het Kort Rapenburg in het centrum, stroomafwaarts tot aan de spoorbrug in de Oude Lijn bij Ter Wadding/De Groote Vink en het Korte Vlietkanaal.
De straat Galgewater is de straat aan de zuidzijde van dit water in de Leidse binnenstad (binnen de singels), tussen het Kort Rapenburg en de Weddesteeg (de straat waar Rembrandt van Rijn is geboren). De straat aan de overzijde van het water heet het Kort Galgewater.

## Bezienswaardigheden langs het Galgewater

### Centrum
- Historische haven aan het Kort Galgewater
- Stadstimmerwerf aan het Kort Galgewater
- Molen De Put met de Rembrandtbrug

### Buiten het centrum
- Molen de Heesterboom aan de Haagweg
- Huize Ter Wetering, voormalig woonhuis van de familie Kamerlingh Onnes aan de Haagweg

## Watersport
Het Galgewater is de bakermat van de Leidse roeisport. Langs het water hebben studentenroeivereniging Njord en burgervereniging Die Leythe er hun verenigingsgebouwen. Op het Galgewater worden soms ook wedstrijden gevaren.
Aalmarkt · Beschuitsteeg · 4e Binnenvestgracht · Botermarkt · Bouwelouwensteeg · Breestraat · Diefsteeg ·  Fokkestraat · Galgewater · Groenesteeg · Haarlemmerstraat · Hogewoerd · Korte Bouwelouwensteeg · Lammermarkt · Noordeinde · Van der Werfstraat  · Witte Singel · Zoeterwoudsesingel